# مانوئل ماریا
مانوئل ماریا (پرتغالی: Manoel Maria؛ زادهٔ ۲۹ فوریهٔ ۱۹۴۸) بازیکن فوتبال اهل برزیل بود.
وی همچنین در تیم ملی فوتبال زیر ۲۳ سال برزیل بازی کرده است.